# Джергения, Лев Григорьевич
Лев Григорьевич Джергения (3 января 1929, Лыхны, Абхазская АССР — 8 марта 2003) — советский и абхазский дирижёр, музыкальный педагог, скрипач.
Народный артист Абхазской АССР (1984), заслуженный артист Абхазской АССР (1958). заслуженный артист Грузинской ССР (1960), заслуженный деятель искусств Грузинской ССР (1961).

## Биография
Лев Джергения родился в селе Лыхны в крестьянской семье, мать играла на мандолине, отец — на гитаре.
Окончил струнное отделение, а затем — дирижёрское отделение Тбилисскую государственную консерваторию в 1953 году. Учение советского дирижёра Народного артиста СССР Одиссея Димитриади.
Лев Григорьевич был первый абхаз, который получил оперно-симфоническое образование, то есть был дирижёром симфонического оркестра.
В 1956—1957 скрипач в Московском государственном филармоническом оркестре (группа первых скрипок)
С 1957 по 1971 дирижёр симфонического оркестра Абхазии.
С 1967—1971 — преподаватель скрипки и завуч Сухумского музыкального училища, художественный руководитель струнного квартета Абхазии.
С 1971 доцент, заведующий кафедры оркестрового отделения Астраханской государственной консерватории.
В консерватории вел класс специальной скрипки, оперной подготовки, возглавлял студенческий симфонический оркестр.
По приглашению Министерства культуры Абхазской АССР в 1979 году уедет в Сухум, где занял должность главного дирижёра, художественного руководителя и директора государственного симфонического оркестра Абхазии.
Лев возродит симфонический оркестр Абхазии, который он возглавлял как художественный руководитель и главный дирижёр вплоть до переезда в Астрахань.
Репертуар концертов симфонического оркестра составляли произведения русских, западноевропейских, современных классиков, а также сочинения абхазских композиторов (В. Моцарта, Л. Бетховена, Ф. Шуберта, П. Чайковского, С. Прокофьева, Д. Шостаковича, А. Чичба, Р. Гумба).
6 марта 1984 года состоялась премьера первой абхазской оперы «Аламыс» композитора Дмитрия Шведова в постановке режиссёра Дмитрия Кортава, под руководством дирижёра Льва Джергения.
Переедет в Астрахань (уже как народный артист Абхазии) через тринадцать лет, 12 ноября 1992 года и был зачислен на должность доцента кафедры духовых инструментов, проработав до 30 августа 1994 года.
с 1994 — директор Сухумской детской музыкальной школы № 1 им. К. В. Ковача.
Скончался 8 марта 2003 года.

## Репертуар
сцены из опер «Евгений Онегин», «Травиата», «В бурю», «Паяцы», оперные увертюры, концерты (П. Чайковский. Концерт для фортепиано с оркестром, b moll, партия фортепиано — Людмила Жигульская; В.Моцарт. Концерт для скрипки с оркестром № 5, солистка — Татьяна Аганова, класс профессора Е. С. Франгуловой), симфонии (А. Дворжак. Симфония e moll «Из Нового Света»; Л.Бетховен. Симфония № 3 «Героическая»), симфонические поэмы (Ф.Лист. «Прелюды»), оперные спектакли (Россини. «Севильский цирюльник»; А.Даргомыжский. «Русалка»)

## Семья
Супруга — Жигульская Людмила Викторовна
Дочь

## Награды
- народный артист Абхазской АССР (1984)
- заслуженный артист Абхазской АССР (1958)
- заслуженный артист Грузинской ССР (1960)
- заслуженный деятель искусств Грузинской ССР (1961)